# 康拉德·亚诺什
康拉德·亚诺什（匈牙利語：Konrád János，1941年8月27日—2014年11月26日），匈牙利男子游泳、水球运动员。他曾代表匈牙利参加1960年、1964年和1968年夏季奥林匹克运动会，共获得一枚金牌和二枚铜牌。